# Dernier voyage du Karluk
Vous lisez un « bon article » labellisé en 2016.
Pour les articles homonymes, voir Karluk.
Le dernier voyage du Karluk, navire amiral de l'expédition canadienne dans l'arctique (1913-1916), désigne la perte du navire et la mort de près de la moitié de son équipage après une longue période de survie en terre arctique.
Parti en août 1913 pour explorer des régions mal connues au nord du Canada, le HMCS Karluk, un brigantin autrefois utilisé comme baleinier, reste bloqué dans les glaces de l'Arctique alors qu'il se dirige vers son point de rendez-vous au large de l'île Herschel. Après une longue dérive vers l'ouest qui le fait quitter la mer de Beaufort pour la mer des Tchouktches, le navire est si comprimé par la glace que sa coque cède et qu'il coule sous la pression le 11 janvier 1914. Dans les mois qui suivent, l'équipage et le personnel de l'expédition luttent pour survivre, d'abord sur la banquise puis sur les rivages de l'île Wrangel. En tout, onze hommes meurent avant qu'on parvienne à les secourir.
L'expédition arctique canadienne est organisée sous la direction de l'anthropologue canadien Vilhjalmur Stefansson et comporte à la fois des objectifs scientifiques et géographiques. Peu de temps après que le Karluk soit bloqué dans la banquise, Stefansson et une petite équipe quittent le navire afin de trouver du gibier pour assurer la nourriture du groupe. Mais comme le Karluk dérive rapidement vers l'ouest, le groupe de Stefansson se retrouve incapable de revenir à bord. Stefansson se consacre donc aux autres objectifs de l'expédition, laissant l'équipage et le personnel à bord du navire sous la charge de son capitaine Robert Bartlett. Après le naufrage, Bartlett organise une marche vers l'île Wrangel distante de 130 kilomètres, au large des côtes sibériennes. Les conditions sur la glace sont difficiles et dangereuses et deux groupes de quatre hommes chacun sont perdus dans cette tentative pour atteindre l'île.
Une fois les survivants arrivés sur cette île inhospitalière, Bartlett, seulement accompagné d'un compagnon Inuit, repart sur la glace vers le sud en direction de la côte sibérienne, pour tenter de trouver du secours sur le continent. Après plusieurs semaines de voyage ardu, Bartlett arrive finalement en Alaska et alerte immédiatement sur la situation de ses compagnons restés sur l'île Wrangel, mais les conditions météorologiques empêchent toute mission de sauvetage dans l'immédiat pour l'équipe restée en arrière. Ceux-ci survivent grâce à la chasse, mais souffrent néanmoins du manque de nourriture et de violentes dissensions internes. Avant leur sauvetage en septembre 1914, trois hommes de plus meurent : deux de maladie et un autre dans des circonstances violentes. Les 14 survivants, dont une famille d'Inuits avec deux enfants, sont finalement récupérés par le navire King & Winge.
Les historiens sont divisés sur la décision de Stefansson de quitter le navire et certains des survivants du voyage sont critiques quant à son apparente indifférence pour leur sort tragique et pour la perte de leurs compagnons. Mais Stefansson échappe à tout blâme officiel et se voit même publiquement honoré pour ses travaux ultérieurs sur l'expédition arctique canadienne, malgré les réserves du gouvernement canadien sur la gestion globale de celle-ci. Le capitaine Bartlett, quant à lui, se voit reprocher par une commission d'enquête de l'Amirauté d'avoir emmené le Karluk dans les glaces ; mais il est considéré comme un héros par le grand public et par ses anciens membres d'équipage pour son courage.

## Expédition arctique canadienne

### Contexte

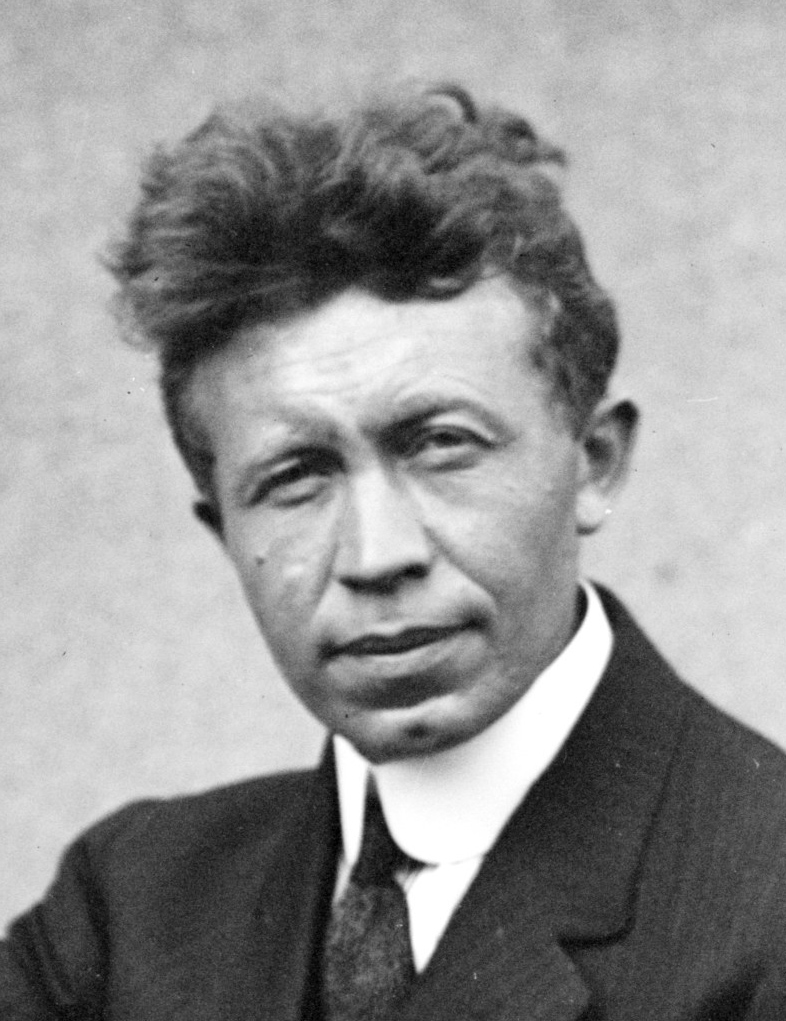
Vilhjalmur Stefansson, le scientifique à l'origine de l'expédition canadienne dans l'arctique.

L'expédition canadienne dans l'arctique de 1913 est conçue par Vilhjalmur Stefansson, un anthropologue d'origine islandaise mais né au Canada et qui vit aux États-Unis. Il passe une grande partie de son temps entre 1906 et 1912 à étudier les Inuits dans le Nord canadien. Son travail sur le terrain donne lieu aux premières informations détaillées sur le mode de vie et la culture des Inuits du cuivre. À son retour, Stefansson élabore les plans d'une autre expédition afin de poursuivre ses études sur l'Arctique. La National Geographic Society (NGS) de Washington et le muséum américain d'histoire naturelle de New York s'engagent à le financer à hauteur de 45 000 $, soit environ 750 000 $ de 2010. Cependant, il souhaite étendre ce projet pour y inclure l'exploration géographique de la mer de Beaufort, qui est encore une terra incognita à l'époque. Pour ces objectifs nouveaux, il a besoin de davantage de fonds et approche le gouvernement du Canada pour solliciter son aide.
Toute la zone connue sous la dénomination de High Arctic fait l'objet de revendications de souveraineté non seulement de la part du Canada, mais aussi de la Norvège et des États-Unis. Le gouvernement canadien craint donc qu'une expédition financée par les Américains donne aux États-Unis une légitimité à revendiquer tout nouveau territoire qui pourrait être découvert dans la mer de Beaufort : en conséquence, lorsque le Premier ministre du Canada Robert Laird Borden rencontre Stefansson à Ottawa en février 1913, il lui annonce que le Canada souhaite financer l'ensemble de l'expédition. Le gouvernement canadien espère par ce biais renforcer sa souveraineté sur l'actuel archipel arctique canadien. Les Américains acceptent de se retirer sous réserve que la NGS puisse reprendre en charge l'expédition si Stefansson n'est pas effectivement parti en juin 1913. Cette condition fixe donc un délai strict qui entraîne une certaine précipitation dans les préparatifs pour le voyage, bien que Stefansson maintienne dans son compte rendu de 1921 qu'il « [avait prévu] toutes les éventualités ».

### Objectifs et stratégie

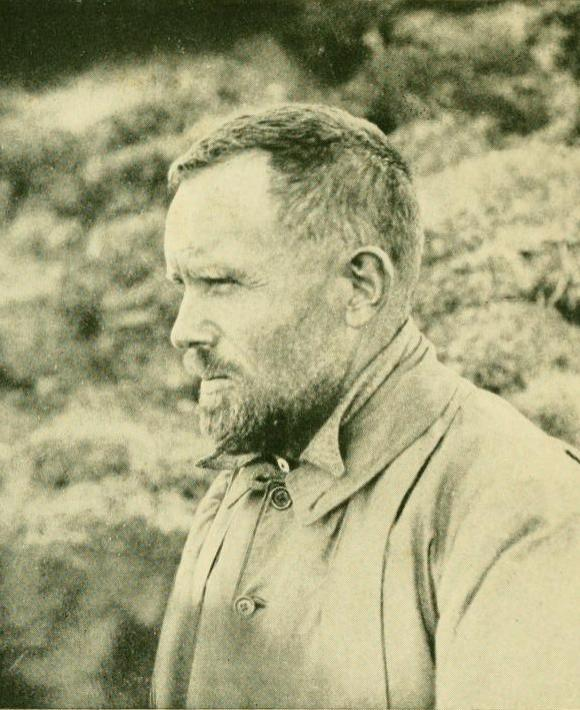
Le zoologiste canadien Rudolph Martin Anderson, qui doit prendre en charge l'un des groupes de l'expédition.

La participation financière du gouvernement canadien représente un changement dans la nature de l'expédition, celle-ci devant mettre un accent plus marqué vers l'exploration géographique alors que l'objectif initial l'orientait vers des études ethnologiques et scientifiques. Dans une lettre au Victoria Daily Times canadien, Stefansson énonce ces objectifs distincts. Le but principal est d'explorer la « zone d'environ un million de miles carrés qui est représentée par des taches blanches sur notre carte et qui se situe entre l'Alaska et le pôle Nord ». L'expédition vise également à réaliser l'étude scientifique de l'Arctique la plus complète qui ait jamais été faite. Il est envisagé qu'un groupe nord parte à la recherche de nouvelles terres pendant qu'un groupe sud, principalement terrestre et sous la direction du zoologiste Rudolph Martin Anderson, mènerait des relevés de terrain et des études anthropologiques dans les îles au large de la côte nord du Canada.
Le navire du groupe nord, le Karluk, doit faire route à partir de la côte septentrionale du Canada jusqu'à ce qu'il atteigne une terre ou qu'il soit arrêté par la glace. Le groupe doit explorer toute terre éventuellement rencontrée, ou à défaut suivre la limite de la glace vers l'est et tenter d'hiverner à l'île Banks ou à l'île du Prince-Patrick. Si le navire se trouve pris dans la glace et contraint à dériver, il est prévu que l'équipe étudie la direction des courants arctiques et mène à bien un programme de recherche océanographique. Pendant ce temps, le groupe sud d'Anderson doit poursuivre les études anthropologiques auprès des Inuits du cuivre, recueillir des échantillons de la flore et la faune de l'Arctique, mener des recherches géologiques et rechercher des voies de navigation libres dans l'espoir d'établir de nouvelles routes commerciales.

### Organisation et membres de l'expédition

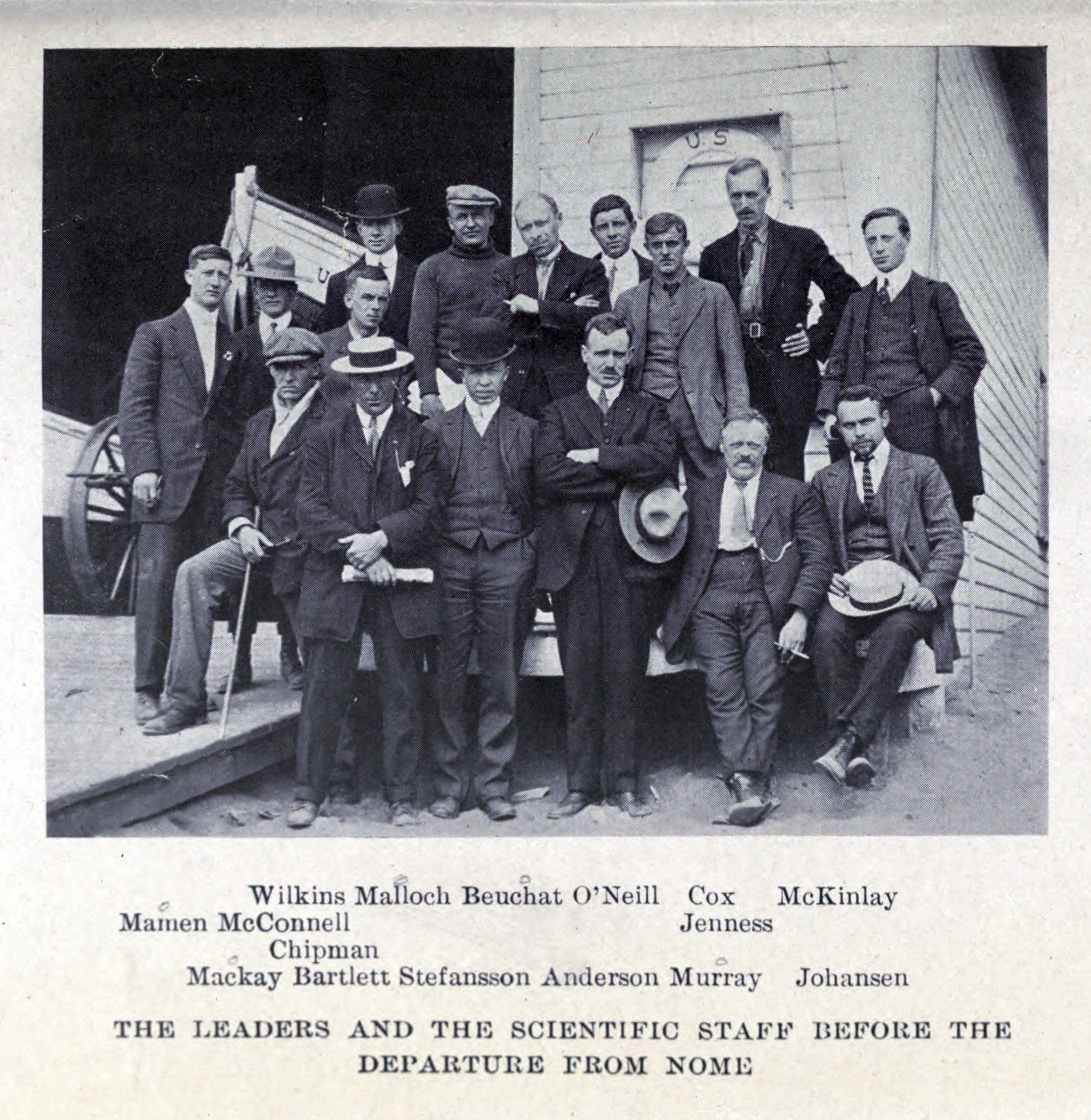
L'équipe scientifique de l'expédition, avec Stefansson et Bartlett.

Le plan de Stefansson consiste à envoyer les deux navires de l'expédition, le Karluk et l'Alaska, jusqu'à la station baleinière de l'île Herschel pour y procéder à la composition finale des groupes nord et sud et au partage de l'équipement et des provisions. Mais la précipitation (liée aux délais resserrés imposés par la National Geographic Society) provoque certaines inquiétudes parmi les membres de l'expédition concernant l'approvisionnement en nourriture, vêtements et équipement. Stefansson n'apparaît qu'épisodiquement pendant les semaines d'activité intense qui précèdent le départ, et il ne partage que très partiellement ses projets à son équipe ; il rejette ces inquiétudes qu'il qualifie d'« impudentes et déloyales ». Des différends naissent entre Stefansson et les scientifiques à propos de la chaîne de commandement : la Commission géologique du Canada, qui fournit quatre des scientifiques de l'expédition, souhaite que ces hommes restent sous son autorité plutôt que sous celle de Stefansson. Le chef de l'équipe sud Rudolph Anderson menace de démissionner si Stefansson revendique les droits de publication de tous les journaux personnels des membres de l'expédition,.
L'équipe scientifique, composée de quelques-uns des plus grands spécialistes dans leurs domaines, comprend des ressortissants des États-Unis, du Danemark, de la Norvège, de la France, de la Grande-Bretagne et de son empire. Cependant, seuls deux d'entre eux ont déjà vécu une expérience du monde polaire : Alistair Mackay, l'officier médical de l'expédition, s'est rendu en Antarctique lors de l'expédition Nimrod (1907-1909) d'Ernest Shackleton et a ainsi appartenu au groupe qui a découvert l'emplacement du pôle Sud magnétique. Par ailleurs, James Murray, lui aussi vétéran de l'expédition Nimrod, est l'océanographe de Stefansson. Parmi les plus jeunes membres de l'équipe scientifique se trouvent William Laird McKinlay, un professeur de sciences originaire de Glasgow qui est recommandé par l'explorateur écossais William Speirs Bruce, et Bjarn Mamen, un champion de ski de Christiania (Oslo) en Norvège qui est engagé comme forestier, en dépit de son manque d'expérience dans le domaine scientifique.
Stefansson souhaite d'abord confier la direction du Karluk (le navire désigné pour l'équipe nord) à un commandant de baleinier américain, Christian Theodore Pedersen. Mais comme Pedersen décline la proposition, le capitanat est offert à Robert Bartlett, un navigateur polaire expérimenté né en Terre-Neuve et qui avait commandé le navire de Robert Peary lors de son expédition polaire de 1909. Bartlett n'a pas le temps, cependant, de sélectionner l'équipage du Karluk, qui est précipitamment recruté sur les quais de l'arsenal d'Esquimalt en Colombie-Britannique. McKinlay écrit plus tard à propos des marins que « l'un était un toxicomane confirmé […] un autre souffrait d'une maladie vénérienne, et malgré les ordres qu'aucun alcool ne devait être [emporté] à bord, au moins deux [en apportent en douce] ». Pour McKinlay, cet équipage manque des qualités nécessaires pour faire face aux difficultés des mois à venir ; ces préoccupations sont partagées par Bartlett, dont la première décision lorsqu'il arrive à Esquimalt est de licencier le second capitaine pour incompétence. À sa place, il nomme Alexander « Sandy » Anderson, âgé de vingt-deux ans.

### Navires

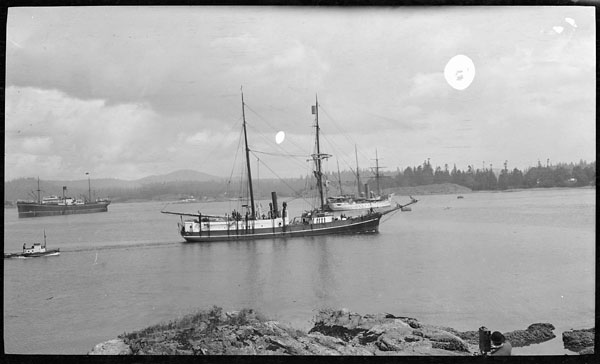
Le NCSM Karluk, dans le port à Esquimalt (Colombie-Britannique).

Le Karluk est choisi par Pedersen et acheté par Stefansson pour 10 000 dollars, ce qui est un très bon prix,. Le choix se fait à partir de quatre navires disponibles parmi lesquels, selon Pedersen, le Karluk est « le plus solide et le mieux adapté à [leur] objectif ». Bartlett émet cependant de profondes réserves quant à son aptitude à la navigation prolongée dans l'Arctique. Ce navire, un brigantin construit 29 ans auparavant, mesure 39 mètres de long pour 7 mètres de large. Il est à l'origine construit pour l'industrie de la pêche dans les îles Aléoutiennes (« Karluk » étant le mot aléoute pour désigner le poisson) puis sa coque est recouverte d'une protection en « bois de fer » afin de le reconvertir dans la chasse à la baleine. Même s'il est employé pour quatorze campagnes de chasse à la baleine dans l'Arctique, dont six hivernages, il n'a pas été conçu pour résister à une pression prolongée de la glace, et il manque de puissance moteur pour s'y forcer un passage. L'écrivaine et journaliste Jennifer Niven, dans son compte rendu de l'expédition, estime que le Karluk est « bien loin du puissant vaisseau des glaces de l'Arctique que beaucoup d'hommes s'étaient imaginé ».
Le navire entre en réfection au chantier naval d'Esquimalt, où il reste tout au long des mois d'avril et mai 1913. Lorsque Bartlett arrive au début du mois de juin, il ordonne immédiatement que des travaux de réparation supplémentaires soient effectués. En plus du Karluk, Stefansson achète sans la voir une petite goélette à moteur à essence, l'Alaska, afin de servir de navire de ravitaillement pour l'équipe sud, qui doit être essentiellement basée sur terre. Une seconde goélette, la Mary Sachs, est achetée en appui lorsque l'espace de stockage de l'Alaska s'avère insuffisant. McKinlay remarque que dans la confusion qui caractérise le départ de l'expédition, personne ne fait attention à la façon dont les hommes ou les équipements sont répartis dans les différents navires. Ainsi, les anthropologues Henri Beuchat et Diamond Jenness, tous deux affectés à l'équipe sud, se retrouvent à naviguer sur le Karluk tandis que leur équipement est à bord de l'Alaska. McKinlay lui-même, embarqué à bord du Karluk comme observateur magnétique[Quoi ?], découvre que la plus grande partie de son équipement se trouve sur l'Alaska. Stefansson explique qu'il est prévu de réorganiser tout cela lorsque les navires atteindront leur rendez-vous programmé à l'île Herschel, mais cela ne rassure guère McKinlay qui craint le pire si l'expédition ne parvient pas à l'île Herschel comme prévu.

### Vers l'île Herschel

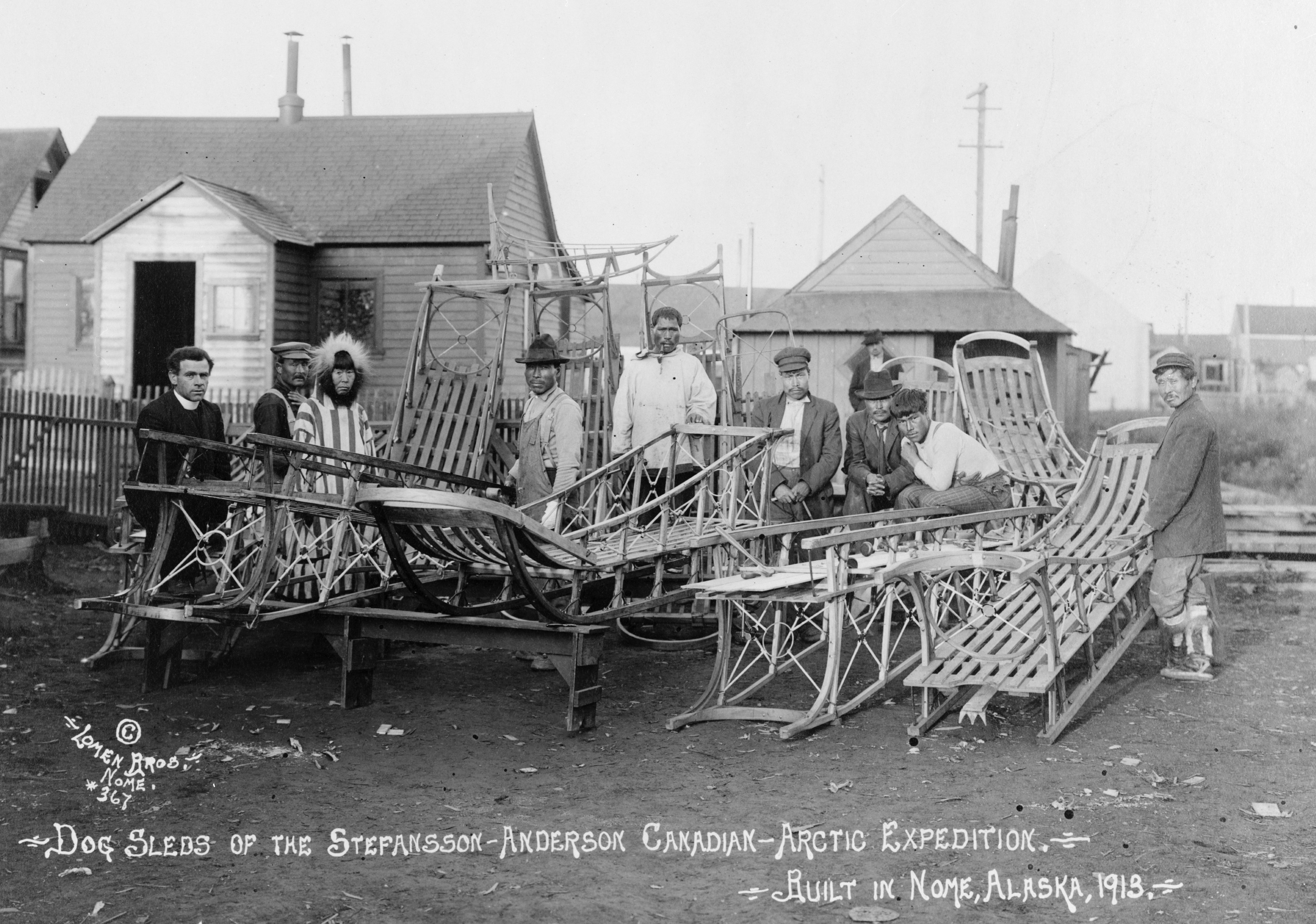
Les traîneaux à chiens préparés pour l'expédition à Nome en 1913.

Le Karluk quitte Esquimalt le 17 juin 1913, mettant le cap au nord vers l'Alaska. La destination immédiate est Nome, sur la côte de la mer de Béring. Dès le début, des problèmes apparaissent avec le mécanisme de direction et les moteurs, les deux nécessitant de fréquentes vérifications. Le 2 juillet, le Karluk atteint la mer de Béring dans la brume et le brouillard accompagnés d'une chute rapide de la température. Six jours plus tard, il arrive à Nome où il retrouve l'Alaska et la Mary Sachs. Alors que les navires sont chargés au port de Nome, certains des scientifiques demandent une réunion avec Stefansson afin de clarifier les plans de l'expédition, notamment en ce qui concerne l'équipe nord dont le calendrier reste vague. Cette réunion n'est pas un succès : l'attitude de leur chef choque plusieurs membres de l'expédition, certains menaçant même de ne pas aller plus loin. Dans des articles de presse, Stefansson aurait dit qu'il s'attendait à ce que le Karluk soit broyé par la glace, et que les vies des membres de son personnel étaient à ses yeux secondaires par rapport aux travaux scientifiques à mener : mais Stefansson refuse de s'expliquer sur ces allégations, pas plus qu'il n'accepte de fournir de plus amples détails sur ses projets pour l'équipe nord. Toutefois, en dépit de l'inquiétude et de la frustration qu'éprouvent les scientifiques, aucun ne démissionne,.
À Port Clarence, juste au nord de Nome, 28 chiens sont emmenés à bord avant que le Karluk ne mette cap au nord le 27 juillet. Le lendemain, il franchit le cercle Arctique et rencontre presque immédiatement du mauvais temps, ce qui a pour effet d'inonder des cabines et de provoquer chez certains hommes le mal de mer. Cependant, McKinlay note que « malgré tous ses défauts, le Karluk se révèle alors un navire de belle tenue ». Le 31 juillet, le navire atteint Point Hope où deux chasseurs inuits que l'on appelle « Jerry » et « Jimmy » rejoignent le navire. Le 1er août, le pack de glace de l'Arctique est visible et Bartlett fait plusieurs tentatives de pénétrer la banquise de mer, sans succès. Le 2 août, à environ 40 kilomètres de Point Barrow, le Karluk parvient à se frayer un chemin dans la glace, mais se retrouve rapidement bloqué et commence à dériver lentement vers l'est pendant trois jours avant d'atteindre de l'eau libre au large du cap Smythe. Pendant ce temps, Stefansson (qui a quitté le navire) rejoint Point Barrow par la glace. Quand il retrouve le navire au cap Smythe le 6 août, il est accompagné d'un de ses vieux amis, Jack Hadley, un trappeur qui veut aller vers l'est. Hadley est alors inscrit dans les livres du navire comme charpentier,.

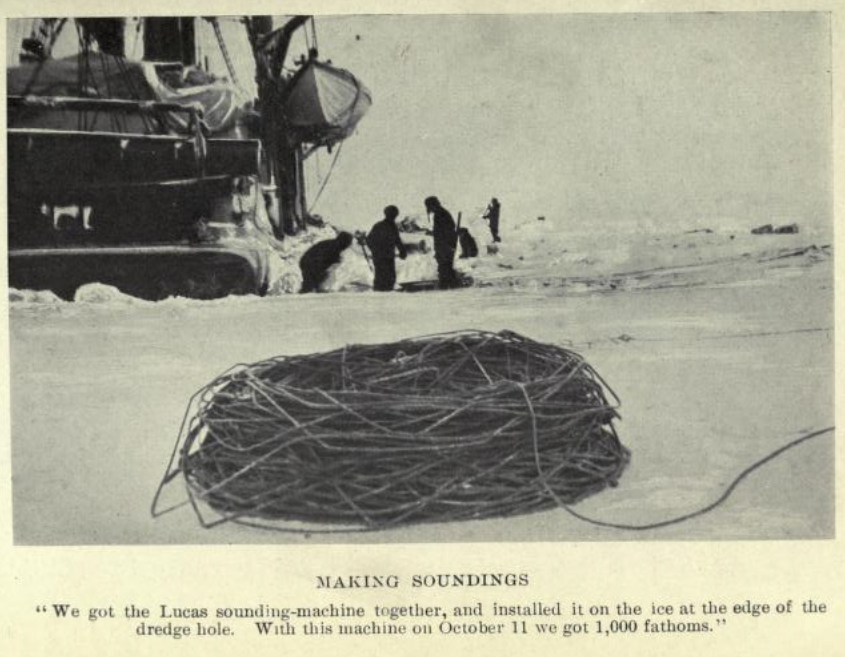
Des membres de l'équipe scientifique du Karluk prenant des mesures de profondeur durant la dérive dans la glace en août 1913.

Au cap Smythe, deux autres chasseurs inuits, Keraluk et Kataktovik, rejoignent l'expédition, ainsi que la famille de Keraluk : sa femme Keruk et leurs deux jeunes filles Helen et Mugpi. Au fur et à mesure du voyage, Bartlett devient de plus en plus inquiet de l'étendue de la glace dans la région, et note que les plaques de cuivre qui protègent l'étrave à l'avant du navire sont déjà endommagées. Au cours des jours suivants, le Karluk lutte pour avancer, tandis que Bartlett met cap vers le nord en essayant de trouver des canaux d'eau libre. Les seules tâches scientifiques de fond qui peuvent être réalisées au cours de cette période sont celles conduites par Murray : il procède à des opérations de récupération d'échantillons biologiques par dragage, recueillant ainsi de nombreuses espèces de la vie marine arctique et réalisant des mesures régulières de la profondeur du fond marin. Le 13 août, Bartlett calcule que son navire se trouve à 378 kilomètres à l'est de Point Barrow, soit à une distance similaire de l'île Herschel. Cependant, le navire n'ira jamais plus loin vers l'est : fermement pris dans la glace, il commence à dériver lentement vers l'ouest. Le 10 septembre, le Karluk est déjà revenu près de 160 kilomètres en arrière, en direction de Point Barrow. Peu de temps après, Stefansson signale à Bartlett qu'il n'est plus possible d'espérer progresser cette année et que le Karluk doit donc passer l'hiver pris dans la glace.

## Sur la glace

### Dérive vers l'Ouest
Le 19 septembre, le Karluk étant immobilisé, Stefansson annonce que compte tenu de la pénurie de viande fraîche et de la probabilité d'un long séjour dans les glaces, il va conduire une petite équipe pour aller chasser le caribou et d'autres gibiers dans la zone de l'embouchure de la rivière Colville. Il emmène avec lui les deux Inuits Jimmy et Jerry, le secrétaire de l'expédition Burt McConnell, le photographe George Hubert Wilkins et l'anthropologue Diamond Jenness. Stefansson prévoit une absence d'une dizaine de jours. Bartlett reçoit des consignes qui sont portées par écrit : en cas de changement de la position du navire, il doit envoyer une équipe à terre pour ériger une ou plusieurs balises donnant des informations sur sa nouvelle localisation. Le lendemain, les six hommes partent donc. Mais dès le 23 septembre, après une tempête de neige, la banquise dans laquelle le Karluk est piégé commence à se mouvoir et le navire se déplace alors de 50 à 100 kilomètres par jour vers l'ouest, l'éloignant rapidement de l'île Herschel et du reste de l'expédition. Il devient vite évident que l'équipe de Stefansson ne sera jamais en mesure de trouver son chemin pour retourner à bord du navire,.

Voyage aller du Karluk
Dérive du Karluk
- Marche de l'équipe du Karluk
- Voyage de Bartlett

Dans son journal resté inédit ainsi que dans sa correspondance ultérieure, McKinlay émet l'opinion que le départ de Stefansson n'est alors rien de moins qu'un abandon du navire. L'historien de l'expédition S.E. Jennes (le fils de Diamond Jenness) rejette ce point de vue. Il souligne que Stefansson et les membres de l'équipe de chasse laissent des biens précieux à bord du Karluk et il insiste sur un motif possible supplémentaire pour cette sortie : l'intention que pouvait avoir Stefansson de former des hommes encore inexpérimentés. L'anthropologue Gísli Pálsson affirme dans ses écrits ultérieurs que, bien que la colère de Bartlett et de l'équipage soit compréhensible, il n'y a aucun élément qui prouve que Stefansson ait délibérément abandonné ses hommes. Pálsson estime raisonnable de considérer que Stefansson agit plutôt de façon responsable en essayant d'assurer l'approvisionnement en viande fraîche et donc de limiter les risques de scorbut, ce qui peut arriver si le Karluk reste pris au piège dans la glace pendant une longue période. L'historien Richard Diubaldo écrit pour sa part que « tout prouve qu'il s'agissait d'une sortie de chasse tout à fait normale » et « qu'il existe des éléments déterminants qui montrent que [Stefansson] aurait préféré ne jamais avoir quitté [le navire] ».
Il est très difficile pour Bartlett de calculer avec précision la position du Karluk, à cause de la neige et du brouillard épais qui les entourent en permanence. Toutefois, pendant une courte accalmie le 30 septembre, ils aperçoivent des terres qu'ils prennent pour l'île Cooper près de Point Barrow où ils se trouvaient au début du mois d'août. Le 3 octobre, l'angoisse de l'équipage va croissant car, alors qu'ils se trouvent à seulement 8 kilomètres de Point Barrow, la dérive du navire prend un cap vers le nord, ce qui l'éloigne donc des terres. Certains membres de l'expédition craignent que le Karluk connaisse le sort de l'USS Jeannette, un navire américain qui trente ans auparavant avait dérivé dans les glaces de l'Arctique pendant des mois avant de sombrer, entraînant la disparition de la plupart de son équipage. Bartlett prend conscience que Murray et Mackay, les deux vétérans de l'expédition Nimrod, méprisent ouvertement le commandement de leur capitaine. Ils envisagent de quitter le navire au moment approprié, afin de rejoindre la terre par leurs propres moyens.
Comme le temps empire, Bartlett ordonne le transfert d'une partie des fournitures et du matériel sur la glace, à la fois pour alléger le navire et par précaution, au cas où il s'avèrerait nécessaire d'abandonner le navire à la hâte,. L'ordinaire est amélioré grâce à la chasse aux phoques (en moyenne, deux à trois par jour sont abattus chaque jour selon McKinlay) et grâce à un ours blanc qui est tué alors qu'il s'aventure près du navire à la mi-novembre. Le 15 novembre, le Karluk atteint le 73e parallèle nord, le point le plus septentrional de sa dérive, puis commence à dériver vers le sud-ouest dans la direction générale de la côte sibérienne. À la mi-décembre, on estime sa position à 230 kilomètres de l'île Wrangel. Bartlett est convaincu en son for intérieur que le Karluk ne survivra pas à l'hiver ; toutefois, en dépit de la situation qui est peu reluisante, un effort particulier est fait pour célébrer Noël à bord avec des décorations, des cadeaux, un programme de sport sur la glace et un banquet. Le Karluk n'est alors situé qu'à 80 kilomètres tout au plus au nord de l'île Herald, un avant-poste rocheux à l'est de l'île Wrangel. Le 29 décembre, la terre est visible au loin, mais l'équipage ne sait pas s'il s'agit de l'île Herald ou de l'île Wrangel. Le moral remonte grâce à cette vue de la terre à proximité, mais au premier jour de l'année 1914 la glace commence à se briser et à former des rides de pression. Au cours des jours suivants, McKinlay écrit que la glace produit des sons effroyables, mêlant vibrations et percussions, qui s'approchent et se renforcent sans cesse.

### Naufrage
Tôt dans la matinée du 10 janvier 1914, indique McKinlay, « un immense tremblement secoue l'ensemble du navire » lorsque la glace attaque la coque. Bartlett, toujours dans l'espoir de sauver son navire, donne l'ordre de l'alléger en délestant toute la neige accumulée sur le pont. Il ordonne également que tout l'équipage se tienne prêt à s'équiper de vêtements chauds. À 18 h 45, une forte détonation indique que la coque est perforée et Bartlett se rend immédiatement en salle des machines pour constater que l'eau s'engouffre à travers une brèche longue de 3 mètres. Il est impossible que les pompes puissent compenser un tel afflux et le capitaine donne donc l'ordre d'abandonner le navire,. Toujours selon McKinlay, les conditions météorologiques sont épouvantables mais l'équipage travaille toute la nuit dans l'obscurité et la neige pour transférer sur la glace autant de vivres et d'équipement que possible. Bartlett reste à bord jusqu'au dernier moment et joue des disques sur le phonographe Victrola du navire. À 15 h 15 le 11 janvier, Bartlett passe la « Marche funèbre » de la Sonate pour piano nº 2 de Chopin comme un dernier salut à son navire, puis il débarque. Le Karluk coule en quelques minutes, ses vergues cassant net lorsqu'il disparaît dans le trou étroit qu'il avait formé dans la glace. McKinlay fait le point sur les effectifs présents : 22 hommes, une femme, deux enfants, 16 chiens et un chat,.

### Le camp du naufrage
Grâce à la décision de Bartlett de retirer préventivement du matériel du bateau, un camp est déjà plus ou moins installé sur la glace au moment du naufrage du Karluk. Il reçoit le nom de « Shipwreck Camp », c'est-à-dire « le camp du naufrage ». Deux abris sont déjà construits : un igloo de neige équipé d'un toit en toile, et un second abri fait de caisses en bois. On ajoute à celui-ci une cuisine qui contient une grande chaudière récupérée dans la chambre des machines du Karluk.
Un abri plus petit est construit à part pour les cinq Inuit, puis un périmètre est grossièrement établi autour du camp à l'aide de sacs de charbon et de différents conteneurs. Selon les mots de McKinlay, le camp fournit donc « des foyers robustes et confortables qui [peuvent] assurer un abri durable ». Les réserves sont abondantes, et le groupe s'alimente bien. Au cours des premières journées qui suivent le naufrage, l'essentiel du temps est consacré à la vérification et l'amélioration de l'habillement et du couchage en prévision de la marche qui doit emmener les explorateurs jusqu'à l'île Wrangel. La dérive de la glace pousse lentement le camp dans la direction de l'île, mais la lumière du jour n'est pas encore suffisante pour pouvoir entreprendre cette expédition.
Toute cette activité ne concerne guère Mackay et Murray, vite rejoints par l'anthropologue Henri Beuchat : tous trois se montrent peu impliqués dans la vie du camp et expriment vivement leur intention de le quitter de façon indépendante et dès que possible. Bartlett, de son côté, souhaite attendre le mois de février et l'allongement des jours afin de bénéficier de meilleures conditions de lumière ; mais McKinlay et Mamen parviennent à le convaincre d'envoyer un groupe à l'avant-garde afin d'établir un camp avancé sur l'île Wrangel. Un groupe de quatre hommes quitte donc le camp du naufrage le 21 janvier, composé du premier officier du Karluk Alexander Anderson et des hommes d'équipage Charles Barker, John Brady et Edmund Golightly : Bartlett leur donne pour consigne d'établir leur campement à Berry Point ou aux alentours, sur la côte nord de l'île Wrangel. Bjarn Mamen les accompagne comme éclaireur, mais il revient au camp du naufrage le 4 février et indique qu'il a laissé le groupe à quelques kilomètres d'une terre qui n'est pas celle de l'île Wrangel, mais très probablement celle de l'île Herald, à environ 60 kilomètres de leur destination prévue. Le groupe d'Anderson ne reviendra jamais au camp ; ce n'est que dix ans plus tard que leur sort est connu, lorsque leurs cadavres sont retrouvés sur l'île Herald,.

### Marche vers l'île Wrangel
Bartlett décide alors d'envoyer une nouvelle équipe pour déterminer l'emplacement précis de l'île que le groupe Anderson a approchée, et pour s'assurer qu'Anderson y est effectivement parvenu. Comme Bjarn Mamen s'est blessé au genou, il ne peut participer à cette mission : le groupe est donc composé d'Ernest Chafe, steward du Karluk, et des deux Inuits Kataktovik et Kuraluk. Le groupe de Chafe progresse jusqu'à se trouver à 3 kilomètres de l'île Herald, mais ils sont arrêtés dans leur avancée par des eaux libres. Ils effectuent une observation détaillée aux jumelles mais ne repèrent aucune trace du groupe disparu : Chafe en conclut qu'Anderson et ses hommes n'ont pas atteint l'île. Ils rebroussent chemin et rentrent au camp du naufrage,.
Entretemps, le groupe de Mackay (associé à Murray et à Beuchat, auxquels vient se joindre l'homme d'équipage Stanley Morris) annonce le 4 février leur intention de partir le lendemain afin de chercher par eux-mêmes le chemin de la terre ferme. Mackay rédige une lettre à l'attention du capitaine Bartlett, datée du 1er février et qui commence ainsi : « Nous soussignés, considérant la situation critique de ce moment, souhaitons tenter d'atteindre la terre. » Dans cette lettre, les quatre hommes réclament l'équipement nécessaire à leur entreprise et concluent en soulignant que le voyage se fait de leur propre initiative et hors de toute responsabilité de Bartlett. Celui-ci leur fournit un traîneau, une tente, 25 litres d'huile, un fusil avec des munitions, et 50 jours de vivres. Ils quittent le camp le 5 février ; les derniers à les voir vivants sont Ernest Chafe et ses compagnons Inuit qui rentrent de leur sortie avortée en direction de l'île Herald. Ils constatent que le groupe de Mackay progresse avec beaucoup de difficultés, qu'ils ont perdu certaines provisions et abandonné une partie de leurs vêtements et de leur équipement afin de s'alléger. Beuchat semble être dans un état particulièrement critique, proche du délire et souffrant d'hypothermie. Malgré tout, le groupe refuse toute aide et rejette la proposition de Chafe de rentrer avec lui au camp du naufrage. Par la suite, on ne retrouve rien d'eux que le foulard de marin de Morris, pris dans un bloc de glace flottant. Il est probable que les quatre hommes sont morts écrasés par la glace, ou bien qu'elle s'est brisée sous leur poids.
Le groupe de Bartlett est désormais composé de huit hommes d'équipage du Karluk (Bartlett lui-même, les mécaniciens John Munro et Robert Williamson, les marins Hugh Williams et Fred Maurer, le marin-pompier George Breddy, le maître-coq Robert Templeman, et le steward Ernest Chafe), trois scientifiques (McKinlay, Mamen et le géologue George Malloch), du trappeur John Hadley et enfin de cinq Inuits (la famille de Keraluk qui compte quatre personnes, à laquelle s'ajoute Kataktovik). Hadley est âgé de près de 60 ans, mais il fait partie des rares personnes (avec Bartlett et les Inuits) à bénéficier d'une certaine expérience des longues traversées sur la glace. Bartlett décide d'envoyer ses troupes expérimentées par petits groupes successifs pour ouvrir la voie et installer des dépôts de provisions le long de la route pour l'île Wrangel, préparant ainsi le départ du reste du groupe, peu habitué à ces dangers. Lorsqu'il estime le groupe prêt pour la traversée, il divise l'effectif en quatre équipes et fait partir les deux premières le 19 février. Les deux autres équipes, dirigées par Bartlett lui-même, quittent le camp le 24 février. Ils laissent sur place dans une boîte en cuivre un message qui indique la destination prise par le groupe des survivants, au cas où la dérive de la banquise mènerait les restes du camp dans une zone habitée. La distance à parcourir jusqu'à l'île Wrangel est estimée à 40 miles (64 kilomètres), mais le trajet va se révéler deux fois plus long.
La surface de la banquise est très irrégulière, ce qui rend l'avancée lente et difficile. Au départ, il est possible de suivre la voie tracée par les groupes qui avaient été envoyés en éclaireurs ; mais une bonne partie de cette voie est effacée par les récentes tempêtes de neige, et dans certaines zones la glace est instable et se brise, au point de presque détruire le campement qu'installe Bartlett pour y faire dormir son groupe. Le 28 février, toutes les équipes se rejoignent et font alors face à une série de crêtes de glace, hautes de 10 à 30 mètres et qui bloquent leur progression. Les crêtes s'étendent aussi bien à l'est qu'à l'ouest, et empêchent tout accès à l'île. Malgré le danger que cela représente, McKinlay, Hadley et Chafe sont renvoyés vers le camp du naufrage pour y récupérer des vivres qui avaient dû y être laissées, tandis que le reste du groupe entreprend de se tailler péniblement un passage dans la glace des crêtes. Lorsque McKinlay et ses compagnons reviennent auprès du groupe une semaine plus tard, celui-ci n'a avancé que de 5 kilomètres ; néanmoins, l'essentiel des crêtes est désormais derrière eux,. Pour Hadley, ce passage est le plus rude qu'il ait jamais rencontré au cours de ses longues années passées dans la région de l'Arctique. Les étapes suivantes du voyage sont plus aisées, car le groupe avance dans des zones de glace moins accidentées ; et le 12 mars, la terre est atteinte lorsqu'il parviennent à une longue bande de sable qui prolonge la côte nord de l'île Wrangel.

## Voyage de Bartlett

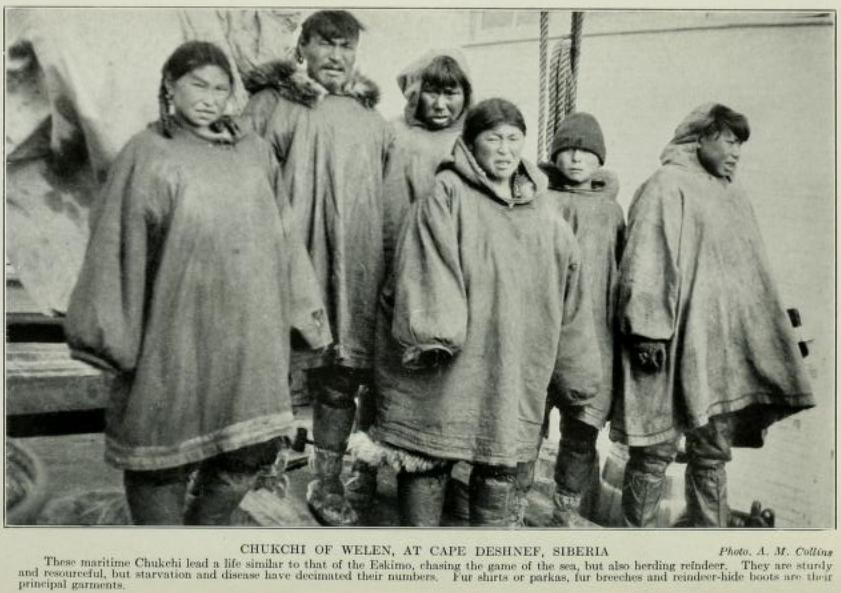
Un groupe de Tchouktches, photographié en 1913.

Le premier projet de Bartlett pour son groupe était de prendre un peu de repos sur l'île Wrangel, puis de se diriger ensemble vers la côte sibérienne. Mais constatant que trois hommes sont blessés (Mamen, Malloch et Maurer) tandis que d'autres sont affaiblis et souffrent d'engelures, Bartlett change d'avis : le groupe va rester sur l'île pendant que lui-même, seulement accompagné de Kataktovik, va chercher de l'aide. Les deux hommes partent le 18 mars avec sept chiens et des vivres pour 48 jours (30 jours pour celles des chiens), et commencent leur voyage par une marche systématique le long des côtes sud de l'île pour chercher trace des expéditions d'Anderson ou de Mackay. Comme ils ne trouvent rien, ils entreprennent de traverser la banquise en direction de la Sibérie, mais ils progressent avec difficulté sur une surface qui est très instable et se brise fréquemment, ouvrant des trous d'eau libre. Ils perdent aussi beaucoup de temps à dégager leurs provisions de la neige qui s'y accumule sans discontinuer. Alors qu'ils approchent du continent, Kataktovik se montre de plus en plus nerveux : il a entendu dire que les Inuits d'Alaska n'ont pas bonne réputation auprès des indigènes tchouktches, et il craint même pour sa vie. Bartlett fait de son mieux pour le rassurer tandis qu'ils poursuivent leur lente progression.
Les deux hommes atteignent le continent le 4 avril près du cap Jakan, à l'ouest du cap Nord sur la côte septentrionale de la Sibérie. Ils aperçoivent des traces de traîneau dans la neige, ce qui indique qu'ils ont atteint une zone habitée. Ils suivent ces traces pendant une journée, jusqu'à atteindre un petit village tchouktche. En dépit des craintes de Kataktovik, ils y sont reçus avec hospitalité, et reçoivent le gîte et le couvert. Ils reprennent la route le 7 avril vers le cap Est et les villages de la côte du détroit de Béring. Bartlett n'a jamais connu un temps aussi rigoureux, mêlant le blizzard, des vents furieux et des températures souvent inférieures à −50 °C. Ils passent par d'autres villages tchouktches, où Bartlett négocie pour se fournir en produits de première nécessité : il échange ainsi son revolver Colt contre un jeune chien robuste. Il est touché par la gentillesse et la générosité des personnes qu'il rencontre, et juge que ces qualités sont « très représentatives de la profonde humanité de ces braves gens ». Le 24 avril, ils arrivent à Emma Town, une petite ville qui s'est construite à quelques kilomètres à l'ouest du cap Est. D'après les calculs de Bartlett, Kataktovik et lui ont parcouru environ 700 miles, soit 1 100 kilomètres depuis leur départ de l'île Wrangel 37 jours auparavant, entièrement à la marche à l'exception de la toute dernière portion du voyage.
À Emma Town, Bartlett fait la rencontre du baron Kleist, un haut fonctionnaire russe qui lui propose de l'emmener à Emma Harbour sur la côte, à une semaine de là, pour y trouver un bateau en partance pour l'Alaska. Bartlett accepte : le 10 mai, bien qu'encore affaibli des suites de son voyage et à peine remis d'une angine, il fait ses adieux à Kataktovik (qui choisit de rester temporairement à Emma Town) et part avec le baron. Ils apprennent sur la route que le capitaine Pedersen, celui qui avait été initialement pressenti pour diriger l'expédition arctique, se trouve alors dans la région. Ils atteignent Emma Harbour le 16 mai ; cinq jours plus tard Pedersen arrive lui aussi sur le baleinier Herman, puis il réembarque sans délai avec Bartlett à bord, faisant cap pour l'Alaska. Ils parviennent à Nome le 24 mai, mais la banquise les empêche de toucher terre. Après trois jours d'attente ils virent vers le sud, et atterrissent à St. Michael où Bartlett peut enfin envoyer un message radio à Ottawa pour informer le gouvernement canadien du sort du Karluk et de son équipage. Il se renseigne également sur la localisation du Bear, un garde-côtes américain qu'il pense pouvoir jouer un rôle de vaisseau de sauvetage pour les naufragés du Karluk.

## Sur l'île Wrangel
Les rescapés du camp du naufrage, arrivés sur la côte nord de l'île Wrangel, surnomment leur point de chute « Icy Spit », c'est-à-dire « la barrière de glace ». Avant de les laisser, Bartlett leur demande d'installer plusieurs camps distincts sur l'île, afin d'augmenter leur territoire de chasse potentiel. Le capitaine se dit aussi qu'une scission en plus petits groupes peut contribuer à une meilleure entente globale, en séparant certaines personnalités incompatibles. Il demande toutefois que tous les groupes se réunissent au sud de l'île, à Rodgers Harbor, vers la mi-juillet.

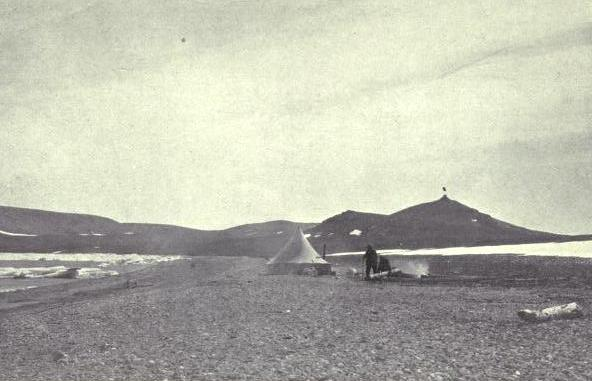
Le camp à Rodgers Harbor sur l'île Wrangel.

Malgré ces précautions, des disputes éclatent très peu de temps après le départ de Bartlett, au sujet du partage des vivres. Comme il n'a pas été possible d'emporter toutes les provisions du camp du naufrage et que la marche jusqu'à l'île a duré plus longtemps que prévu, le groupe se trouve en manque de biscuits, de pemmican et de nourriture pour les chiens. De plus, il est peu probable que la chasse permette d'améliorer l'ordinaire tant que le temps n'est pas plus clément, c'est-à-dire pas avant mai ou juin. Hadley et Kuraluk, l'un des Inuits, partent chasser le phoque sur la banquise : mais on soupçonne Hadley de tenir secret le résultat de sa chasse afin d'être seul à en bénéficier. De même, ces deux hommes sont accusés de gaspiller l'huile de cuisine, déjà trop rare. McKinlay témoigne de cette ambiance délétère où le moral est bas et la solidarité bien faible : « le malheur et la désespérance que nous subissions multipliaient mille fois nos faiblesses, nos petites manies et nos défauts ».
Deux expéditions sont lancées pour retourner au camp du naufrage afin d'y récupérer de la nourriture, mais c'est à chaque fois un échec ; la seconde expédition provoque même des pertes supplémentaires en chiens et en équipement. Chafe, qui a subi de graves engelures, voit la gangrène se développer dans son pied : il se fait amputer des orteils par Williamson, le mécanicien en second, à l'aide d'outils improvisés. Au péril de leurs vies, McKinlay et Munro se lancent dans une sortie sur la banquise en direction de l'île Herald, dans l'espoir de localiser l'un ou l'autre des groupes qui ont disparu ; mais ils ne s'en approchent pas à moins de 15 miles, soit 24 kilomètres, et ils ne perçoivent aucun signe de vie bien qu'ils emploient leurs jumelles pour se livrer à une inspection attentive de l'île qu'ils voient au loin.
D'autres problèmes de santé demeurent : les pieds gelés de Malloch ne parviennent pas à guérir et Mamen souffre en permanence du genou qu'il s'était disloqué lorsqu'il était encore au camp du naufrage. Une maladie inquiétante commence à toucher plusieurs personnes ; les symptômes sont un enflement des jambes, des chevilles et d'autres parties du corps, accompagné d'une profonde léthargie. Malloch est le plus touché et il meurt le 17 mai. Comme Mamen, son compagnon de tente, est lui-même très malade, il ne peut s'occuper de l'enterrer ; aussi le cadavre de Malloch reste-t-il sous la tente pendant plusieurs jours, provoquant « une odeur épouvantable » jusqu'à ce que McKinlay vienne s'en charger. Mamen meurt lui aussi, dix jours plus tard, de la même maladie.
Le régime alimentaire du groupe s'améliore à partir du début du mois de juin, lorsque les oiseaux apparaissent. Ils constituent rapidement une source vitale de nourriture, ainsi que leurs œufs, car à cette période on ne trouve pratiquement plus de viande de phoque : les rescapés sont contraints de manger des nageoires pourries, ou tout autre partie du phoque qui semble vaguement comestible. Mais le partage des oiseaux constitue un nouvel objet de discorde. Williamson écrit par exemple ceci : « Mercredi dernier, [Breddy et Chafe] ont en réalité trouvé 6 œufs et 5 oiseaux, au lieu de 2 œufs et 4 oiseaux comme ils l'ont affirmé. » Breddy est d'ailleurs soupçonné d'avoir commis d'autres vols. Le 25 juin, on entend un coup de feu, puis Breddy est retrouvé mort dans sa tente. Les circonstances de sa mort ne sont pas élucidées, qu'il s'agisse d'un accident, d'un suicide ou bien d'un meurtre comme le pense Hadley, qui penche pour la culpabilité de Williamson. Ce dernier qualifie ultérieurement les soupçons de Hadley d'« hallucinations qui ne contiennent pas la moindre vérité ». Parmi les affaires de Breddy, on retrouve un certain nombre d'objets qui avaient été dérobés à McKinlay,.
En dépit de ce sombre contexte, les couleurs canadiennes sont hissées à Rodgers Harbour le 1er juillet, à l'occasion du Jour de la Confédération. Plus tard ce même mois, le moral s'améliore lorsque Kuraluk parvient à capturer un morse de près de 300 kilogrammes, ce qui garantit de la viande fraîche pour plusieurs jours. Mais le mois d'août passe sans aucun navire en vue et les conditions météorologiques se détériorent à nouveau ; l'espoir d'un sauvetage s'amenuise et le groupe s'apprête à devoir passer un deuxième hiver sur place.

## Sauvetage
Le Bear, garde-côtes des douanes américaines, arrive en Alaska à St. Michael à la mi-juin. Il est commandé par le capitaine Cochran, qui donne son accord pour se diriger vers l'île Wrangel dès qu'il aura obtenu l'autorisation du gouvernement américain. Il n'est pas envisageable, quoi qu'il en soit, de tenter une opération de sauvetage avant la mi-juillet tant les conditions sont difficiles cette année-là dans l'Arctique. Une fois l'autorisation accordée, le Bear quitte St. Michael le 13 juillet avec Bartlett à son bord ; mais le navire doit effectuer plusieurs étapes le long de la côte de l'Alaska avant de parvenir jusqu'aux naufragés. Le 5 août, Bartlett retrouve Kataktovik à Port Hope et lui remet son salaire pour l'expédition, ainsi qu'une nouvelle tenue. Lorsqu'il parvient à Point Barrow le 21 août, Bartlett rencontre Burt McConnell, l'ancien secrétaire de Stefansson, qui l'informe des mouvements de celui-ci après son départ du Karluk lors du mois de septembre précédent. En avril 1914, indique McConnell, Stefansson s'est dirigé vers le nord avec deux compagnons pour chercher de nouvelles terres.
McConnell quitte Point Barrow pour Nome à bord du King & Winge, un pêcheur de morses immatriculé aux États-Unis. Le Bear, de son côté, prend le chemin de l'île Wrangel mais sa progression est arrêtée par les glaces le 25 août 1914 à 30 kilomètres de l'île : après avoir tenté sans succès de se forcer un passage, Cochran doit rebrousser chemin pour aller faire le plein de charbon à Nome. Cette décision est un véritable crève-cœur pour Bartlett. Arrivé à Nome, il croise Olaf Swenson qui a affrété le King & Winge pour la saison de pêche et qui s'apprête à partir pour la Sibérie. Bartlett lui demande de faire en sorte que le King & Winge fasse halte à l'île Wrangel pour y rechercher le groupe de naufragés. Le Bear repart finalement de Nome le 4 septembre, quelques jours après le navire de Swenson. Le King & Winge, à bord duquel se trouve toujours McConnell, atteint l'île Wrangel le 7 septembre. Ce même jour, le groupe de rescapés installé à Rodgers Harbor est réveillé par une corne de navire, et aperçoit le King & Winge à quelques centaines de mètres de la côte. Ils sont rapidement emmenés à bord, puis le navire va récupérer le reste du groupe qui a établi son camp plus loin sur la côte, au cap Waring. Le dernier des 14 survivants est finalement hissé à bord avant le soir,,.

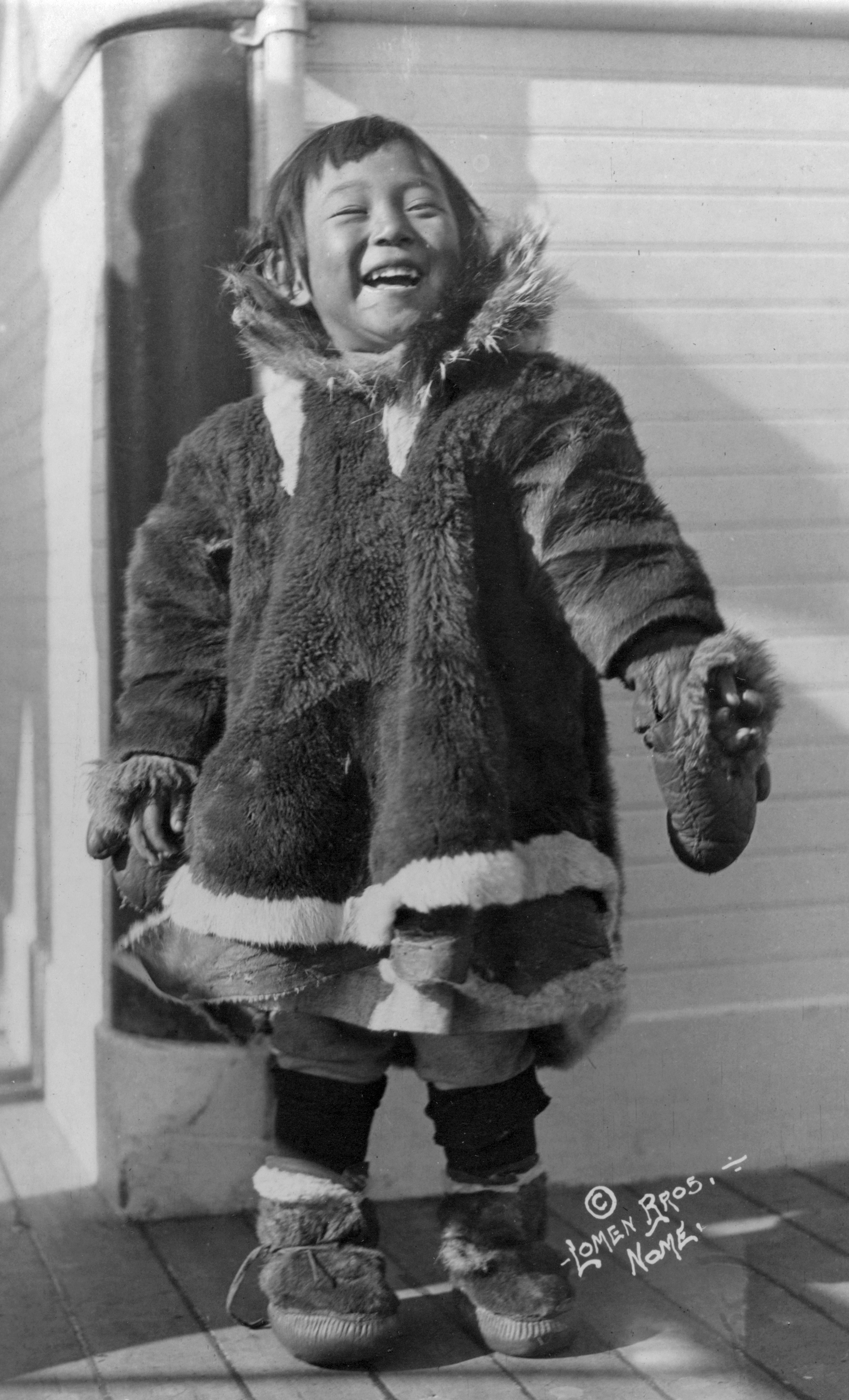
Mugpi, l'enfant de trois ans qui, avec sa famille, survit au dernier voyage du Karluk.

Après une tentative vite avortée de s'approcher de l'île Herald, Swenson reprend la route de l'Alaska. Le lendemain, il croise le Bear, avec Bartlett à bord. McConnell témoigne que l'ensemble du groupe souhaite rester à bord du navire qui vient de les récupérer, néanmoins Bartlett leur ordonne de venir le rejoindre à bord du Bear. Avant de rentrer lui aussi vers l'Alaska, le Bear fait une dernière tentative d'approche de l'île Herald mais il est arrêté par les glaces à 20 kilomètres du but, et aucun signe de vie n'apparaît,. Le groupe rentre donc à Nome où il arrive le 13 septembre, sous les vivats de la population locale.

## Bilan
Bartlett est fêté en héros par la presse et le grand public, et il reçoit les honneurs de la Royal Geographical Society pour son courage hors du commun. Malgré tout, l'Amirauté diligente une commission d'enquête qui lui reproche d'avoir mené le Karluk jusque dans la banquise et d'avoir laissé partir seul le groupe de Mackay – et ce, en dépit de la lettre signée par Mackay et ses compagnons afin de dégager le capitaine de toute responsabilité,. En privé, Stefansson porte également un regard critique sur la conduite de Bartlett. Ce dernier publie un mémoire de l'expédition en 1916, dans lequel il n'émet aucune critique directe envers Stefansson ni qui que ce soit d'autre ; mais d'après la biographe Jennifer Niven, Bartlett est également très critique en privé vis-à-vis de son ancien leader.
Stefansson réapparaît en 1918 après quatre ans d'absence, pour révéler sa découverte de trois nouvelles îles. Il est félicité par la National Geographical Society, reçoit l'hommage de grands vétérans de l'exploration polaire comme Peary et Adolphus Greely, et se voit offrir la présidence de l'Explorers Club de New York. Au Canada, l'annonce de son retour soulève moins d'enthousiasme : des questions se posent quant au coût global de son expédition, à l'organisation défaillante dès le départ, et à la gestion du groupe sud qui effectue tout son travail sous la direction de Rudolph Anderson mais sans la moindre intervention de Stefansson. Plus tard, Anderson et quelques autres membres du groupe sud demandent au gouvernement canadien de diligenter une enquête afin de répondre aux affirmations émises par Stefansson en 1921 dans son livre The Friendly Arctic, car ils estiment que cela porte atteinte à leur honneur. Leur requête est rejetée au prétexte que « cette enquête ne pourrait mener à rien de bon ». Dans cet ouvrage, Stefansson assume la responsabilité d'avoir pris la décision « audacieuse » de diriger le Karluk vers les glaces plutôt que de caboter le long des côtes jusqu'à l'île Herschel, et il reconnaît qu'il a « fait le mauvais choix ». Malgré tout, McKinlay estime que le livre fournit une image faussée du voyage du Karluk et de ses conséquences, « faisant porter la faute sur tout le monde… à l'exception de Vilhjalmur Stefansson ». D'après l'historien Tom Henighan, McKinlay en veut surtout à Stefansson parce qu'il n'a « jamais, à aucun moment fait preuve des regrets appropriés quant à la perte de ses hommes ». Stefansson ne retourne jamais en Arctique, et meurt en 1962 à l'âge de 82 ans.
Le sort d'Alexander Anderson, le capitaine en second, demeure inconnu jusqu'en 1924 lorsqu'un vaisseau américain atterrit sur l'île Herald et y trouve des restes humains ainsi que des provisions, des vêtements, des munitions et de l'équipement. Grâce à ce matériel, il est possible d'identifier le groupe d'Anderson ; la cause de leur mort ne peut être établie avec certitude, même si la présence abondante de nourriture permet d'exclure qu'ils soient morts de faim. Il est envisagé qu'ils soient morts de froid après avoir vu leur tente emportée par le vent, mais un empoisonnement au monoxyde de carbone sous la tente n'est pas non plus exclu.
La maladie mystérieuse qui touche la plupart des survivants de l'île Wrangel et qui accélère le décès de Malloch et de Mamen est identifiée plus tard comme une forme de néphrite, provoquée par l'absorption de pemmican de mauvaise qualité. Stefansson se fait accusateur : « nos producteurs de pemmican nous ont trompés, dit-il, en nous fournissant un produit trop pauvre en graisse ». Mais Peary avait toujours souligné le fait qu'un explorateur polaire devait consacrer « une attention personnelle, constante et insistante » à la fabrication de son pemmican : d'après McKinlay, Stefansson consacre trop de temps à vendre l'idée de son expédition, et pas assez à s'assurer de la qualité de la nourriture dont ils vont pourtant tous dépendre.
Jack Hadley, le trappeur, choisit de poursuivre son travail auprès de l'expédition arctique canadienne : il devient d'abord second officier, puis commandant du ravitailleur le Polar Bear. McConnell et lui rédigent pour Stefansson des comptes rendus de leur aventure, que Stefansson inclut dans son ouvrage The Friendly Arctic. Hadley meurt de la grippe à San Francisco en 1918. Le steward Ernest Chafe rédige et publie lui aussi un bref compte rendu. La plupart des autres retournent rapidement à un relatif anonymat, mais en 1922 Stefansson parvient à convaincre Fred Maurer de se joindre à lui pour établir une colonie sur l'île Wrangel. Stefansson maintient son projet au grand dam du gouvernement canadien, car l'île Wrangel fait clairement partie de ce qui est devenu entretemps l'Union Soviétique. Un groupe de cinq personnes, dont Maurer, est donc envoyé sur l'île ; mais seule une femme Inuit, Ada Blackjack, va survivre.
Quant aux autres survivants du naufrage du Karluk, tous vivent jusqu'à un âge avancé. Williamson, qui refuse toute sa vie de parler ou d'écrire sur son aventure en Arctique, meurt à l'âge de 97 ans à Victoria au Canada, en 1975. McKinlay meurt en 1983 à l'âge de 95 ans, après avoir publié sa version de l'histoire en 1976. Les Inuits Kuraluk, Kuruk et leurs filles Helen et Mugpi reprennent le cours ordinaire de leur vie à Point Barrow. Selon les termes de Pálsson, les deux enfants ont offert au groupe « des moments essentiels de gaieté à nos heures les plus sombres ». Mugpi prend plus tard le nom de Ruth Makpii Ipalook et s'éteint en 2008 à l'âge de 97 ans : c'est l'ultime survivante du voyage du Karluk.

## Principaux comptes rendus
Il existe six publications de comptes rendus directs à propos du dernier voyage du Karluk. Parmi celles-ci, on compte le récit de Stefansson qui couvre la période allant de janvier à septembre 1913. Burt McConnell, le secrétaire de l'expédition, rédige une histoire du sauvetage de l'île Wrangel qui est publiée dans le New York Times du 15 septembre 1914. Une version de cette histoire apparaît dans l'ouvrage de Stefansson.
| Année | Auteur                        | Titre                                                | Éditeur                                              | Commentaires                                                                                            |
| ----- | ----------------------------- | ---------------------------------------------------- | ---------------------------------------------------- | --- |
| 1914  | Robert Bartlett               | Bartlett's story of the Karluk                       | The New York Times, 1er juin 1914                    | Bref compte rendu publié au moment où Bartlett rentre en Alaska, le 31 mai 1914.                        |
| 1916  | Robert Bartlett et Ralph Hale | The Last Voyage of the Karluk                        | McLelland, Goodchild and Stewart, Toronto            | Réédité en 2007 auprès de Flanker Press.                                                                |
| 1918  | Ernest Chafe                  | The Voyage of the Karluk, and its Tragic Ending      | The Geographical Journal, mai 1918                   | |
| 1921  | Vilhjalmur Stefansson         | The Friendly Arctic (Chap. III à V)                  | The Macmillan Company, New York                      | Ne traite que des événements qui se déroulent jusqu'au départ de Stefansson en septembre 1913.          |
| 1921  | John Hadley                   | The Story of the Karluk                              | The Macmillan Company, New York                      | La version telle que racontée à Stefansson. Apparaît en appendice dans son ouvrage The Friendly Arctic. |
| 1976  | William Laird McKinlay        | Karluk: The great untold story of Arctic exploration | Karluk: The great untold story of Arctic exploration | |